# Schlacht bei Laon
Frühjahrsfeldzug 1813
Lüneburg – Möckern – Halle – Großgörschen – Gersdorf – Bautzen – Reichenbach – Nettelnburg – Haynau – Halberstadt – Luckau
Herbstfeldzug 1813

Großbeeren – Katzbach – Dresden – Hagelberg – Kulm – Dennewitz – Göhrde – Altenburg – Wittenberg – Wartenburg – Liebertwolkwitz – Leipzig – Torgau – Hanau – Hochheim – Danzig
Winterfeldzug 1814

Épinal – Colombey – Brienne – La Rothière – Champaubert – Montmirail – Château-Thierry – Vauchamps – Mormant – Montereau – Bar-sur-Aube – Soissons – Craonne – Laon – Reims – Arcis-sur-Aube – Fère-Champenoise – Saint-Dizier – Claye –  Paris
Sommerfeldzug von 1815

Quatre-Bras – Ligny – Waterloo – Wavre – Paris

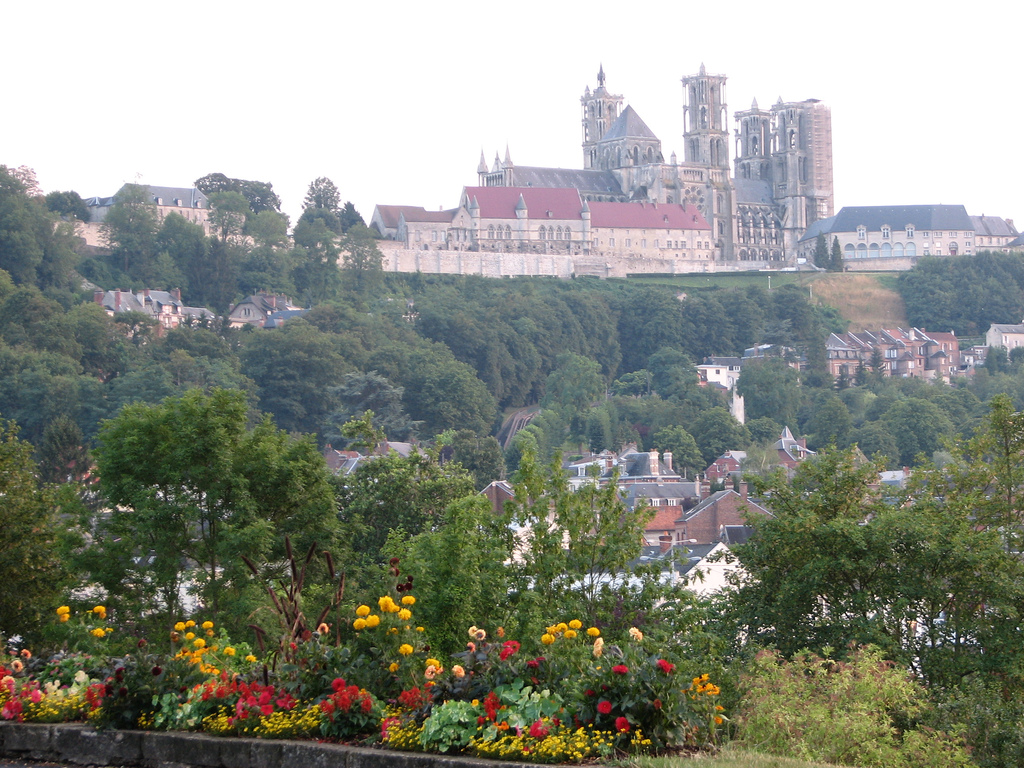
Blick auf die Oberstadt von Laon mit der Kathedrale

Die Schlacht bei Laon fand statt am 9. und 10. März 1814 während des Winterfeldzugs 1814 der Befreiungskriege in Frankreich. An diesen Tagen griff die französische Armee unter Napoleon Bonaparte die weit überlegene Schlesische Armee der 6. Koalition unter Feldmarschall Gebhard Leberecht von Blücher bei der französischen Stadt Laon an. Die französische Armee wurde an beiden Tagen unter schweren Verlusten zurückgeschlagen und zog sich in der Nacht zum 11. März 1814 nach Soissons an der Aisne zurück.

## Vorgeschichte
Am Montag, den 7. März 1814 hatte Napoléon der Schlesischen Armee entlang des Chemin des Dames von Craonne bis Braye die Schlacht bei Craonne geliefert. Am 8. März 1814 durften sich die meisten seiner erschöpften Truppen ausruhen und Napoléon verlegte sein Hauptquartier nach Chevregny. Wahrscheinlich hoffte Napoléon, es könne ihm gelingen, die Schlesische Armee weiter nach Norden zu treiben und sie zu zwingen, sich nach Belgien zurückzuziehen. Jedenfalls war er entschlossen, die Koalitionstruppen anzugreifen, wo immer er sie fand, und sandte in dieser Absicht bereits am Abend des 8. März 1814 und in der Nacht zum 9. März seine ersten Truppen nach Norden gegen Laon.

## Topografie des Gefechtsfeldes

Die Umgebung von Laon im Jahre 1814
(einige der Orte sind im Ersten Weltkrieg untergegangen und heute nicht mehr zu finden)

Die alte Stadt Laon liegt auf einer Zeugenberg genannten geologischen Formation, die am Rande der Île de France die umliegende Ebene um etwa 100 Meter überragt. Der Berg ist aus Sand- und Lehmschichten aufgebaut, felsige Teile sind aus Kalkstein. Der Lehm ist stark wasserführend und speist eine ganze Zahl von Quellen und Brunnen am Fuße des Berges unterhalb der alten Stadtmauer.
Die abgeflachte, durch einzelne Schluchten gegliederte Höhenlage des frei stehenden Berges ist seit jeher bebaut und stark befestigt. Die gesamte Oberstadt auf dem Berge war von einer Mauer mit zahlreichen Wehrtürmen umgeben, in der sieben Tore in die Stadt hineinführten. Im Jahre 1814 hatten die Befestigungsanlagen bereits begonnen zu zerfallen und es gab erste Lücken in der Stadtmauer. An den Südhängen unterhalb der Stadt wurde da, wo es der Boden zuließ, Wein angebaut. Wo nicht, waren Gärten angelegt, die auf französische Art durch Mauern getrennt und unterteilt waren.
Die Umgebung Laons war 1814 sehr feucht und sumpfig, insbesondere im Süden der Stadt. Dort südlich der Stadt, ist das Gelände wellenförmig und war – wie auch heute – stark bewaldet. Im Norden ist das Land flach und fruchtbar, Landwirtschaft herrschte vor. Unterhalb des Berges gab es nur eine geringe dörfliche Besiedelung. Südwestlich von Laon am Fuße des Berges und an der Straße nach Soissons liegt der Ort Semilly, in der gleichen Richtung das versteckte Dorf Clacy. Genau im Süden vor der Stadt lag der Ort Ardon, der heute völlig im Stadtgebiet aufgegangen ist. Östlich von Laon und noch nördlich der Straße nach Berry-au-Bac liegt der Ort Athies. An diesen vier Orten konzentrierte sich das Kampfgeschehen.
Zwei befestigte Straßen führten 1814 von Süden kommend nach Laon: Von Südwesten die Straße von Paris über Soissons, die über Chavignon führte und nördlich des Dorfes Etouvelles auf einer Strecke eines guten Kilometers über Dämme durch die Sümpfe bis Laon geführt wurde. Die zweite Straße führte aus südlicher Richtung von Reims über Berry-au-Bac, Corbeny und Festieux nach Laon. Vor dem Dorf Athies biegt diese Straße östlich von Laon nach Westen ab, so dass sie die Stadt aus östlicher Richtung erreicht. Zwischen den beiden Straßen lag ein ausgedehntes Sumpfgebiet, in dem nur von dem Dorf Bruyères nach Norden eine trockene Landzunge bis Laon reichte. Wer von der einen Straße zur anderen wechseln wollte und Laon vermeiden musste, der war wegen der Sümpfe gezwungen, weit nach Süden auszuweichen. Dieser Umstand erschwerte die Kommunikation zwischen den beteiligten französischen Kontingenten erheblich.

## Vorabendgefecht am 8. März 1814
Am 8. März 1814 zogen Koalitionstruppen auf ihrem Rückzug aus der Schlacht bei Craonne über die Straße von Soissons nordwärts nach Laon. Ab 10:00 Uhr am Vormittag gab es die ersten Rückzugsgefechte mit den napoleonischen Truppen, die vom Chemin des Dames herabkamen oder die Ailette abwärts zogen und in der Nähe von Chavignon auf die große Straße von Soissons nach Laon stießen.
Zuerst trafen die Franzosen an der Ailette auf die Kosaken des Generals Benckendorff, die sich schnell nach Corbeny und dann weiter nach Norden zurückziehen mussten. Dort vereinten sie sich mit den Truppen des russischen Generals Tschernyschow, der die Engstelle bei dem Dorfe Etouvelles, ab dort wurde die Straße über einen Damm durch den Sumpf geführt, genutzt hatte, um eine erste Verteidigungsstellung südlich von Laon aufzubauen. In dieser Stellung standen zwei Regimenter Infanterie und 24 Geschütze. Blücher hatte ihm befohlen, die nachrückenden Franzosen so lange aufzuhalten, bis die ganze „Schlesische Armee“ bei Laon gesicherte Stellungen bezogen hatte. Napoléon andererseits sandte Marschall Ney mit ausgewählten Truppen voraus, um die „Schlesische Armee“ so früh wie möglich zu stören. Ney ließ Tschernyschows Stellung bis zum Einbruch der Dunkelheit drei Mal erfolglos angreifen. Als es dunkel war, und die Franzosen vom Kampf abließen, teilte Tschernyschow seine Truppen, zog 18 Geschütze ab und richtete weiter im Norden bei dem kleinen Dorf Chivy-lès-Etouvelles eine zweite Verteidigungsstellung ein.

## Nachtgefecht bei Etouvelle und Chivi am Morgen des 9. März 1814
Napoléon nahm den Dienst Einheimischer an, die ihm anboten, seine Truppen auf zwei versteckten Fußpfaden hinter die russischen Stellungen zu führen. Eine Einheit aus Soldaten der „Alten Garde“ und Reitern der Gardekavallerie wurde unter das Kommando von General Gourgaud gestellt und marschierte mit ihren einheimischen Führern um 11:00 ab, in der Absicht zur vereinbarten Stunde um 1:00 Uhr am nächsten Morgen die Russen bei Chivy-lès-Etouvelles anzugreifen. Es gelang ihnen, während ihres Marsches unentdeckt zu bleiben, da es aber in der kalten Nacht zu schneien begann und die Wege in schlechten Zustand waren, verspäteten sie sich.
Marschall Ney ging mit 400 Freiwilligen der spanischen Brigade im Dunkeln wieder vor. Zur verabredeten Stunde um 1:00 Uhr in der Nacht überraschten sie bei Etouvelle ihre erschöpften russischen Gegner vom Vortage im Schlaf. Marschall Neys Männern gelang es auch, den bis Chivry führenden Damm im Sturm zu nehmen, dort aber trafen sie auf energischen Widerstand der Russen unter Tschernyschow und ein weiteres Vordringen war zunächst nicht möglich. Um 2:00 Uhr traf auch Gourgaud mit seinen Männern bei Chivry ein, aber erst um 4:00 Uhr morgens zogen sich Tschernyschow und seine Mannschaften, nachdem sie erhebliche Verluste erlitten hatten, zurück und setzten sich in dem Dorf Clacy fest. Damit war der Weg für Napoléons Truppen frei.
Napoléon sandte Kavallerie-Truppen unter General Belliard vor mit dem Auftrag, den zurückweichenden Russen zu folgen und wenn möglich, mit ihnen in Laon einzudringen. So erschien die französische Kavallerie um 5:30 Uhr vor Semilly, wo sie von heftigem Feuer preußischer Geschütze überrascht wurde, viele Reiter der ersten Reihen verlor und sich sofort in den Schutz der Dunkelheit und der Wälder zurückzog, um die Dämmerung abzuwarten. Ebenso erging es Gourgauds Kavallerie vor dem Ort Clacy. Sie musste sich zurückziehen und wartete in den Wäldern zwischen Chivy und Semilly auf den Tag.
Napoléon verbrachte diese Nacht in Chavignon.

## Erster Tag der Schlacht: 9. März 1814

### Stellung der Koalitionstruppen

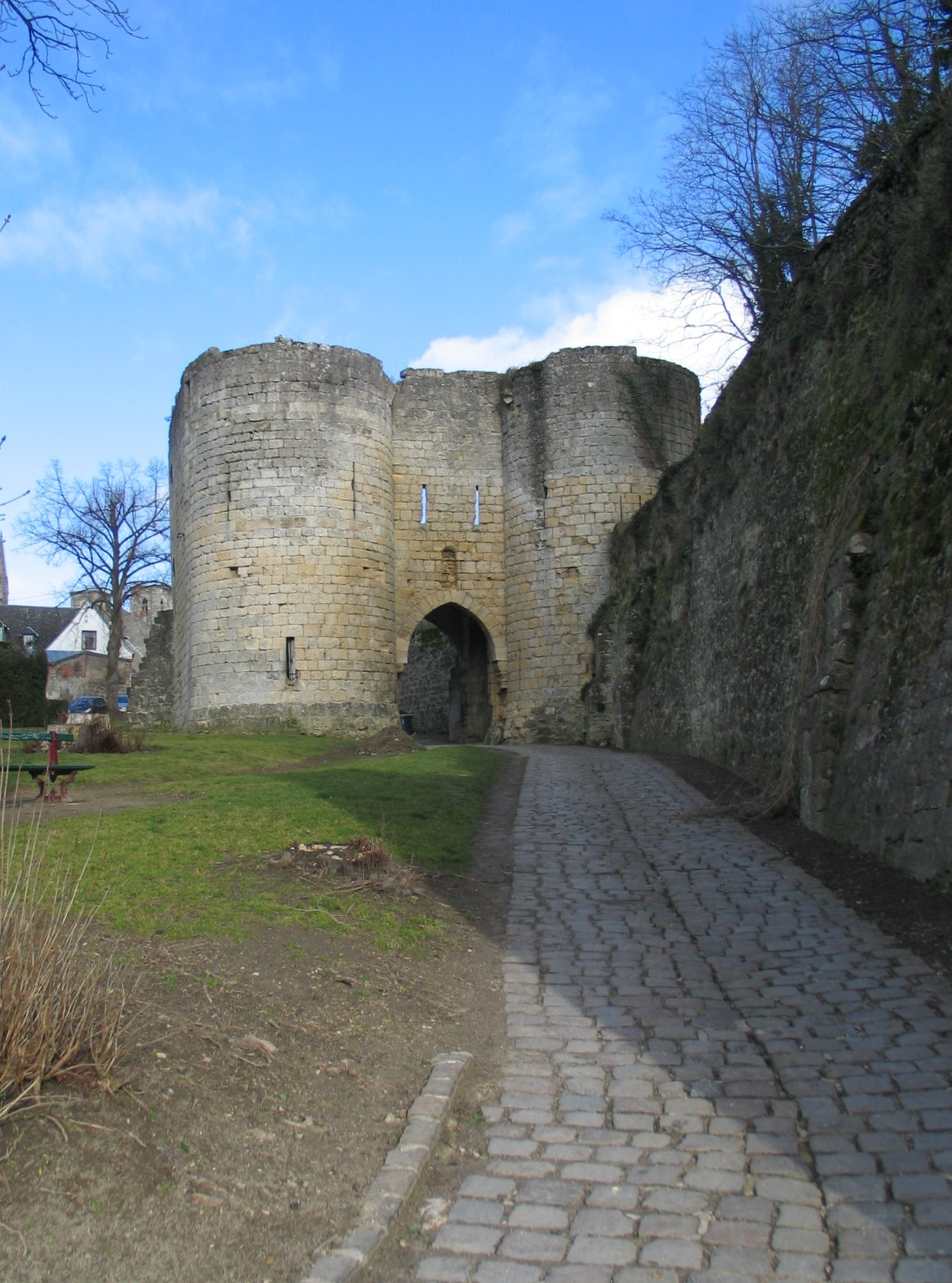
Das Tor nach Soissons in der Stadtmauer von Laon

Zu diesem Abschnitt vgl. insbesondere Bernhardie, Sporschil, Damitz, Petre, Beitzke.
Die „Schlesische Armee“ hatte Stellungen rund um Laon bezogen. Die Stadt selbst, die Berghänge und das Dorf Semilly waren von dem Korps Bülow besetzt. Vor den Truppen stand eine geschlossene Linie von Scharfschützen, einige davon in dem Dorf Ardon. Auf den Mauern der Stadt und davor waren über hundert Kanonen gefechtsbereit.
Westlich von Laon stand das russische Korps Wintzingerode, östlich der Stadt das preußische Korps Yorck. Dessen Truppen umfassten westlich und nördlich das Dorf Athies, von dem aber nur Teile besetzt waren, weil sich seine Einwohner feindselig gezeigt hatten und sich mit der Waffe zur Wehr gesetzt hatten. Die Preußen hatten daraufhin alle Bewohner des Dorfes, derer sie habhaft werden konnten, insbesondere die Alten und Kranken, fortgeschafft und Vorkehrungen getroffen, die Häuser niederzubrennen. Das preußische Korps Kleist stand an der Straße von und nach Berry-au-Bac. Vor der Infanterie waren Geschütze in Stellung gebracht worden.
Die Kavallerie war wieder aufgeteilt und den Korps zugeteilt worden. Sie stand in nördlicher Richtung hinter der Infanterie, preußische Kavallerie unter Zieten in großer Zahl nordöstlich von Athies. Zwei preußische Kavallerie-Regimenter standen bei dem Dorf Eppes mit freiem Blick auf die Straße. Fünf Eskadronen warteten vor Festieux, um sofort zu melden, wenn französische Truppen auf dieser Straße heranrücken sollten. Bis zur Aisne streiften Kosaken und stifteten Unruhe unter den Franzosen.
Nordöstlich von Laon waren die russischen Korps Sacken und Langeron so positioniert, dass sie auf beiden Seiten der Stadt zum Einsatz kommen konnten.
Blüchers Hauptquartier befand sich in Laon.

### Stärke der Koalitionstruppen
| Korps Kommandant | Korpsstärke |
| ---------------- | ----------- |
| Yorck            | 13.500      |
| Kleist           | 10.600      |
| Bülow            | 16.900      |
| Langeron         | 24.900      |
| Sacken           | 12.700      |
| Wintzingerode    | 25.200      |
| Summe            | 103.800     |

Plan der Schlacht von Laon

Die Gesamtstärke betrug also ungefähr 103.800 Mann, darunter etwa 20.000 Reiter und 7.500 Kosaken in 30 Pulks. Es standen etwa 500 Geschütze zur Verfügung. Das Verhältnis von Russen zu Preußen betrug 6:4. An beiden Tagen zusammen, kamen 60.000 Mann der Schlesischen Armee ins Gefecht.
Um 9:00 morgens am 9. März 1814 trafen auf der Straße von La Fère kommend die russischen Soldaten ein, die bis zum Abend des 7. März 1814 Soissons besetzt gehalten hatten. Als sie festgestellt hatten, dass ihnen der direkte Weg nach Laon bereits von den Franzosen verlegt war, hatten sie diese weiträumig umgangen und ohne Verluste Laon erreicht.

### Angriff der Franzosen unter Napoléon im Südwesten

#### Gefechte ab 7:00 Uhr
Die Nacht vom 8. auf den 9. März 1814 war winterlich kalt und es schneite. In der Morgendämmerung
stieg dichter, zäher Bodennebel auf und die Sichtweite war gering. Am Morgen befahl Napoléon seinen Korps den Marsch nach Laon. Wegen der engen Passage bei Etouvelle konnten diese nur nacheinander vorrücken und erreichten Laon mit einigem zeitlichen Abstand.
Blücher hatte sich von Tschernyschow überreden lassen, in der Morgendämmerung die nachts aufgegebene Stellung bei Chivy-lès-Etouvelles wieder zu besetzen. Die einzelne Infanteriebrigade, die hierzu vorgeschickt wurde, war allerdings viel zu schwach, um die Franzosen aufzuhalten, als diese am frühen Morgen wieder vorrückten. Als die Gefahr bestand, dass französische Kavallerie die Brigade einschließen könnte, kamen Kosaken herbei, fochten ihr die Rückzugslinie frei und ermöglichten deren Rückzug nach Laon.
Die französischen Offiziere konnten die Stellungen ihrer Gegner in dem dichten Nebel kaum erkennen. Das hinderte sie nicht daran, mit ihren Männern die Dörfer Semilly und Ardon anzugreifen. Um 9:00 Uhr morgens drang die „Spanische Brigade“ in Semilly ein, wurde aber von der preußischen Besatzung und weiteren herbeieilenden preußischen Truppen des Korps Bülow wieder hinausgedrängt. Die Franzosen setzten sich zunächst 200 Meter südlich des Dorfes in Gräben fest und beschossen es von dort. Im Verlaufe des Tages versuchten sie dann mehrmals Semilly zu stürmen. Es gelang ihnen auch wiederholt in das Dorf einzudringen, sie wurden aber jedes Mal wieder daraus vertrieben, wozu Bülow weitere Verstärkung aus Laon hinunter senden musste.
Größeren Erfolg hatte die französische Division Poret de Morvan, die gegen das Dorf Ardon vorrückte. Die dort verschanzten preußischen Scharfschützen wurden schnell vertrieben und eine französische Kolonne rückte nördlich des Dorfes weiter den Berghang hinauf vor. Als diese jedoch in eine Höhe vordrang, wo kein Nebel mehr war, wurden sie entdeckt und von preußischen Truppen sehr schnell wieder vertrieben. Das Dorf Ardon blieb aber von den Franzosen besetzt.
Alle Gefechte des Morgens wurden von beiden Seiten von heftigem Artilleriefeuer begleitet, das insbesondere die Franzosen zwang, die Stellungen ihrer Truppen zu wechseln, um diese nicht zu sehr zu exponieren.

#### Gefechte ab 11:00 Uhr
Blücher und sein Generalstab hatten sich auf einem südlichen Erker der Stadtmauer versammelt. Als sich um 11:00 Uhr der Nebel lichtete, konnten sie von dort alle Stellungen überschauen. Blüchers Generalstabschef Gneisenau schätzte die Stärke der napoleonischen Truppen korrekt auf 30.000 Mann. Diese zutreffende Schätzung führte sofort zu gravierenden Fehlschlüssen der preußischen Heerführung. Da diese an ihrer früheren Überschätzung der französischen Truppenstärke festhielt, wurde die Frage aufgeworfen, woher die anscheinend fehlenden Truppen noch kommen könnten? Als etwa gleichzeitig die Nachricht eintraf, französische Truppen rückten auf der Straße von Reims heran, vermutete man, dass es sich hierbei um die Hauptmacht der Franzosen handeln würde und traf nacheinander folgende Maßnahmen:
- Die in Reserve stehenden russischen Korps Sacken und Langeron wurden angewiesen, zur Verstärkung auf die Ostseite der Stadt zu wechseln
- Dem Korps Bülow wurde befohlen, das Dorf Ardon zu besetzen und die Vereinigung der französischen Kontingente im Südosten und Südwesten zu verhindern.
- Mit der gleichen Aufgabenstellung wurden Kosaken ausgesandt, um bis Bruyères im Süden zu patrouillieren.
- Dem Korps Wintzingerode wurde aufgetragen, im Südwesten anzugreifen, um die französischen Truppen dort zu binden oder nach Süden zu vertreiben.

Preußischen Truppen des Korps Bülow gelang es zunächst, die Franzosen aus Ardon zu vertreiben. Da den Zurückweichenden französische Dragoner und polnische Ulanen zu Hilfe kamen, konnten die Preußen nicht weiter nach Süden vordringen. Umgekehrt gelang es den Franzosen nach einiger Zeit wieder die Oberhand zu gewinnen und im Gegenangriff Ardon erneut zu besetzen und sich dort auch zu behaupten. Die Franzosen drangen, von ihrer Reiterei unterstützt, über Ardon hinaus bis an den Fuß des Berges von Laon und das Stadttor nach Ardon vor. Eine andere französische Kolonne umging Semilly und versuchte das Stadttor nach Soissons zu erreichen. Von beiden Stadttoren konnte sie die starke preußische Artillerie vertreiben. Die französische Infanterie musste in die Ausgangsstellungen zurück, die Kavallerie zog sich in das Dorf Leuilly zurück. Nun endlich entschloss sich Bülow, Artillerie auch in der Tallage zur Unterstützung der eigenen Truppen zum Einsatz zu bringen.
Weiter im Westen besetzten die Russen das Dorf Clacy im Handstreich wieder, konnten aber nicht weiter vordringen, da sich die Franzosen auch dort rasch verstärkten und sich energisch zur Wehr setzten. Die Russen zogen sich später wieder in ihre Ausgangsstellungen zurück, in Clacy blieb nur eine Brigade stehen.
General Wassiltschikow gelang es mit den Husaren des Korps Sacken die Franzosen im Westen weiträumig zu umgehen und unter ihnen einige Unruhe auszulösen. Aber auch er war zu schwach um einen anhaltenden Erfolg zu erzwingen und zog sich wieder zu seinem Korps zurück.
Die Aktionen der Preußen und Russen wurden zu zögerlich und mit zu schwachen Kräften ausgeführt, um Napoléons Armee ernsthaft zu schaden oder sie zu vertreiben.
Während all dieser Stunden sandte Napoléon halbstündlich Kuriere an Marschall Marmont ab, der mit seinem Korps von Berry-au-Bac kommend auf der anderen Straße auf Laon vorrückte, wie es Blücher und seinem Generalstab gemeldet worden war. Napoléon forderte von Marmont, seinen Vormarsch zu forcieren. Keiner dieser Kuriere erreichte Marmont; entweder verirrten sie sich, oder sie wurden von den überall umherstreifenden Kosaken gefangen genommen. Napoléon blieb an diesem Tage in völliger Unkenntnis über den Verbleib und die Aktionen des Korps Marmont.

#### Gefechte ab 16:00 Uhr
Um 16:00 befahl Napoléon General Charpentier mit seinen Truppen das Dorf Clacy zurückzuerobern. Charpentier setzte vier Divisionen in Bewegung, die feststellen mussten, dass dieses Dorf von Sümpfen umgeben und nur auf zwei Wegen zu erreichen war. Das Gros der französischen Truppen saß vor den Sümpfen fest, als es einer ihrer Brigaden gelang, in den Ort einzudringen und die wenigen dort verbliebenen Russen zu überrumpeln; 250 von ihnen wurden gefangen genommen, der Rest zog sich nach Norden in den Schutz der eigenen Artillerie zurück.
Zur gleichen Zeit sandte Bülow mehrere preußische Bataillone gegen Ardon vor, denen es auch gelang, die beiden französischen Bataillone der Division Poret de Morvan, die den Ort noch besetzt hielten, zu vertreiben. Die Franzosen zogen sich in den Schutz ihrer Kavallerie nach Leuilly zurück.
Sowohl vor Clacy wie auch vor Leuilly wurde das Gefecht als Artillerie-Duell fortgesetzt, bis die Dunkelheit weitere Kampfhandlungen unterband. Da es zwischen den Sümpfen nicht genügend Platz gab, um alle französischen Truppen vor Laon biwakieren zu lassen, zog sich Napoléon mit einem Teil seiner Truppen, insbesondere der „Alten Garde“, wieder über den Damm von Etouvelles nach Chavignon zurück.

### Angriff des französischen Korps Marmont im Südosten
Um 15:00 Uhr am 9. März 1814 erschien das Korps Marmont auf der Straße von Berry-au-Bac vor Laon. Marmonts Korps war am Morgen aus Corbeny und Berry-au-Bac aufgebrochen, hatte bei Festieux gewartet, bis sich der Nebel aufgelöst hatte, und war erst dann weiter vorgerückt. Als eine Division der Franzosen von der Straße her, auf der sie herangezogen kamen, das weiter nördlich gelegene Dorf Athies mit Unterstützung ihrer Artillerie angriff, steckten die Preußen das Dorf in Brand und zogen sich an dessen Nordrand zurück. Athies brannte bis zum Abend vollständig nieder und die Hitze der Brände verhinderte bis dahin, dass der Ort von irgendeiner Seite besetzt werden konnte.
Marmont ließ etwa 20 Geschütze in erhöhte Position zwischen der Straße und Athies in Stellung bringen und um 17:00 Uhr das Feuer auf die preußischen Truppen vor Laon eröffnen. Diese erwiderten den Beschuss. Bei der großen Entfernung von 2000 Metern blieb die Wirkung auf beiden Seiten gering. Als die Dunkelheit hereinbrach, schoben die französischen Artilleristen, die zu einem erheblichen Teil von der Marine kamen, ihre Geschütze in einem Park zusammen, ohne weitere Vorkehrungen irgendwelcher Art zu treffen.
Am Abend gegen 18:00 sandte Marmont einen seiner Offiziere mit wenigstens 400 Reitern und 4 Geschützen ab, um den Kontakt mit den napoleonischen Truppen herzustellen. Diese Mannschaft benutzte den direkten Weg von Athies nach Bruyères, der jetzt frei war.
Marmont begab sich für die Nacht nach Eppes.

## Erkrankung Blüchers
Bereits gegen Mittag des 9. März 1814 zeichnete sich ein Ereignis von großer Bedeutung für die folgenden Tage ab: Blücher zog sich krank von der Heerführung zurück. Er suchte ein festes Quartier in Laon auf, verlangte, dass die Räume abgedunkelt würden, und verließ diese bis auf weiteres nicht mehr. Blüchers Zustand verschlechterte sich immer mehr, er litt plötzlich an Halluzinationen und Todesängsten. Sein Leibarzt und sein persönlicher Adjutant, Graf Nostitz, durften ihn nicht verlassen. Graf Nostitz notierte in seinem Tagebuch: 

„Wenn man ihn (Blücher) in diesem Zustand sah, wie er mit ängstlicher Besorgnis andauernd an den Tod dachte, mit Kleinmut jeden Schmerz wahrnahm, wie er seine Phantasie mit der Auffindung neuer Krankheitssymptome quälte und, nur mit sich selbst beschäftigt, gleichgültig gegen alles war, was außer ihm war, selbst gegen das Größte und Wichtigste, …. so musste man über die Gewalt staunen, welche das physische Befinden über die geistigen Kräfte ausübte.“

 Als Blücher in der Nacht vom 9. auf den 10. März 1814 den Tagesbefehl für den nächsten Tag unterzeichnen sollte, versuchte er vergeblich die einzelnen Buchstaben seines Namens zu malen, es gelang ihm nicht. Für drei aufeinander folgende Tage fehlte unter den Tagesbefehlen der „Schlesischen Armee“, die alle im Original erhalten waren, Blüchers Unterschrift. Dieser Umstand wurde in der Truppe bekannt und das Gerücht verbreitete sich, Blücher sei nun geistig umnachtet.
In dieser Situation musste Blüchers Generalstabschef Gneisenau die Heerführung allein verantworten, was ihm schwerfiel, da er, der nie ein größeres Kommando innegehabt hatte, unter Blüchers Generalen kein großes Ansehen genoss. Als er den dienstältesten der Korps-Kommandanten, Alexandre Langeron, drängte, das Oberkommando von Blücher zu übernehmen und damit dem kranken Feldmarschall die Abreise nach Brüssel zu ermöglichen, besuchte dieser Blücher, der kaum ansprechbar war, lehnte dann aber ab mit den Worten: « Au nom de Dieu, transportons ce cadavre avec nous » (Alexandre Langeron nach Müffling: Aus meinem Leben, deutsch: „In Gottes Namen, schleppen wir diesen Kadaver mit uns mit“)
Blücher erholte sich während des Feldzuges von seiner Krankheit nicht mehr. Der alte Husaren-Offizier konnte nicht mehr reiten und musste in einer verhängten Kutsche gefahren werden, in der er sich hinter dem Schleier eines Damenhutes verbarg. Inwieweit er noch Einfluss auf die Ereignisse hatte, ist unklar. Am 2. April wurde er abgelöst.
Die zeitgenössische Literatur gab eine Augenentzündung als Grund für die Erkrankung an und beschränkte sich darüber hinaus auf Andeutungen. Neuere Literatur spricht hingegen offen von einem starken depressiven Schub, den Blücher erlitten habe.

## Abendgefecht am 9. März 1814
Bereits als es dämmerte, fragte der preußische General Yorck bei General Kleist an, ob dieser sich mit seinem Korps an einem nächtlichen Angriff auf das vor ihnen liegende französische Korps Marmont beteiligen würde. Kleist stimmte sofort zu. Eine gleiche Anfrage bei dem russischen Korps Sacken wurde abschlägig beschieden, Yorck und Sacken hatten seit der Schlacht bei Montmirail am 11. Februar 1814 ein angespanntes Verhältnis. Allerdings beteiligten sich später die
Kavallerie des russischen Korps Langeron und mehrere Kosakenpulks des russischen Korps Wintzingerode an dem Angriff.
Die beiden preußischen Generale stimmten sich über Kuriere mit der Heeresleitung in Laon ab und stellten zur Unterstützung Kavallerie bereit, insgesamt 7.000 Reiter. Gegen 19:00 Uhr gingen beide Korps in aller Stille zu einem Bajonett-Angriff vor, trieben die wenigen Franzosen, die sich in das brennende Athies hineingewagt hatten, vor sich her und fielen über die Infanterie des Korps Marmont her, deren Männer gerade begonnen hatten, ihre Biwakfeuer zu entzünden. Die Überraschung gelang vollkommen, das gesamte Korps Marmont geriet in der Dunkelheit in Unordnung.
Von Norden her, das Dorf Athies umgehend, griff die bereitgestellte Kavallerie dort an, wo die 2.000 Reiter Marmonts zuletzt gesehen worden waren. Diese waren bereits abgesessen und es gelang vielen nicht mehr, auf den Rücken ihrer Pferde zu gelangen, bevor sich alle zu Flucht nach Süden wandten. Diejenigen französischen Kavalleristen, die zu Pferde in den Kampf eingriffen, vergrößerten die Unordnung noch mehr, da sie Freund und Feind in der Dunkelheit nicht unterscheiden konnten, und wahllos auch die eigenen Männer niedermachten.
Den größten Schaden erlitt Marmonts Artillerie. Völlig überrascht und unvorbereitet versuchten die Artilleristen ihre Geschütze entweder zum Einsatz zu bringen oder wenigstens zu retten. Wo sie nicht von den Preußen getötet wurden, verloren sie doch die meisten ihrer Kanonen, von denen viele umstürzten und in den Straßengraben fielen. Das Korps verlor in dieser Nacht 45 Geschütze und konnte nur 8 retten. Dazu verlor es mindestens 120 Munitionswagen. Der Verlust der Geschütze konnte in den nächsten Tagen allerdings bereits ausgeglichen werden, da ein Transport aus Paris mit Kanonen kam, die für die Befestigungen von Soissons bestimmt waren, aber sofort nach Fismes weitergeschafft und dem Korps Marmont übergeben wurden.
Marmont kam von Eppes herbei, konnte aber keinen Überblick gewinnen und keine Ordnung herstellen. Die wenigen Reiter hingegen, die Marmont gegen 18:00 Uhr zu Napoléon gesandt hatte, hörten auf ihrem Weg den Kampfeslärm, und ihr Offizier war so selbständig, sich zur Umkehr zu entscheiden. In der Dunkelheit fielen sie dem Korps Kleist von Süden in die Seite und es gelang ihnen, die nunmehr selbst überraschten Preußen von der Straße zu vertreiben und diese für einen Rückzug ihres Korps frei zu halten. Sofort sammelten sich viele Franzosen dort, darunter auch Marschall Marmont. Nun begann ein dreistündiger, blutiger Marsch der Franzosen auf der Straße zurück nach Festieux, begleitet von der kleinen Zahl verbliebener Kavalleristen, ständig von der überwältigenden Zahl feindlicher Reiter angegriffen und bedroht. Ganz regelmäßig ließen die preußischen Offiziere ihre Trompeter Signal blasen, worauf sich die preußischen Truppen ausrichteten und Salven schossen auf die in der Dunkelheit vor ihnen marschierenden Franzosen.
Die preußischen Generale hatten Zeit genug, ein starkes Kavallerie-Kontingent unter Umgehung der Franzosen vorauszusenden, das, begleitet von berittener Artillerie, den rettenden Zugang nach Festieux verlegen sollte. Es schien zu diesem Zeitpunkt, als wäre das Korps Marmont verloren und würde ganz in Gefangenschaft geraten. Die Rettung kam von nicht mehr als gut 100 Veteranen der Alten Garde, die als Bewachung eines Transports Militärkleidung aus Paris in Festieux eingetroffen waren. Als diese kaltblütigen Männer ahnten, was von Norden herankam, bemächtigten sie sich zweier Geschütze, verschanzten sich am nördlichen Rande des Ortes und feuerten von dort auf die Preußen, die im Dunkeln nicht erkennen konnten, wie viele Gegner vor ihnen lagen, und sich sofort in den Schutz der Dunkelheit zurückzogen. So konnten die Reste des Korps Marmont zunächst in Festieux Schutz finden und sich dort verschanzen. Als der Ort gesichert war, zogen die meisten von ihnen in der Nacht noch weiter bis Berry-au-Bac, wobei sie auf diesem Marsch bereits von den herbeigeeilten Kosaken bedroht wurden.
Die Preußen hatten in dieser Nacht gut 5.000 Gefangene gemacht, von denen ihnen die Hälfte in der Dunkelheit wieder davonlief. Darüber hinaus verlor Marmont 700 Gefallene und Verwundete, aber auch die Preußen verloren ein paar hundert Mann.
Zum Ende der Nacht lauerten die Kosaken Benckendorffs vor Berry-au-Bac, die preußische Kavallerie ebenso wie eine Zahl Infanteriebataillone standen nördlich von Festieux, der Rest der preußischen Infanterie stand wieder bei Athies, und die russische Infanterie der Korps Sacken und Langeron, die sich nicht bewegt hatte, stand bei Chambry.
Die Vertreibung des Korps Marmont wurde der Führung der „Schlesischen Armee“ noch vor Mitternacht gemeldet. Dort kam man zu der Überzeugung, dass Napoleon unter diesen Umständen am nächsten Tage nicht wieder angreifen könne, sondern sich zurückziehen müsse. Um Mitternacht ging dann der Tagesbefehl für den 10. März 1814 heraus: Den Korps Yorck und Kleist wurde befohlen, die Verfolgung des Korps Marmont fortzusetzen, die Korps Sacken und Langeron hatten ihnen zu folgen, Longeron aber über Bryères, und sich bereitzuhalten, auf die Straße nach Soissons zu wechseln oder schnell die Aisne zu überschreiten, um Napoleon in den Rücken zu fallen und ihn einzukreisen. Die Korps Bülow und Wintzingerode hatten zunächst bei Laon stehen zu bleiben und Napoleon bei seinem erwarteten Rückzug zu folgen. Der Aufbruch hatte um 4 Uhr morgens zu erfolgen.

## Zweiter Tag der Schlacht: 10. März 1814
Am frühen Morgen um 5:00 Uhr des 10. März 1814 erschienen im Hauptquartier Napoleons zwei Dragoner zu Fuß, die ihre Reittiere verloren hatten, und berichteten von der Flucht des Korps Marmont und dass der Marschall selbst vermisst werde. Napoleon wollte die Kunde zunächst nicht glauben und sandte Reiter aus, um die Lage des Korps Marmont zu rekognoszieren. Bald trafen Bestätigungen ein.
Napoleon tat nun das, was seiner Veranlagung entsprach und was Blüchers Generalstab in der Nacht zuvor für unmöglich gehalten hatte: Er ignorierte die schlechte Nachricht und griff wieder an.
Zunächst mussten sich seine Männer aber zur Wehr setzten: General Charpentier hatte die Nacht genutzt, um das schwer zugängliche Dorf Clacy zu einer kleinen Festung auszubauen: Die schmalen Wege, die von Norden und Osten in den Ort führten, wurden jeweils von drei Kanonen bestrichen und auf dem kleinen Hügel im Ort, auf dem damals eine Kapelle stand, war eine ganze Batterie in Stellung gebracht worden. Im Dorf hatte sich die Division Charpentier verschanzt, dahinter stand die Division Boyer de Reval, etwas abseits an der Straße, die nach dem im Westen liegenden Dorf Mons ging, stand die „spanische Brigade“.
Um 9:00 Uhr erhielt das russische Korps Wintzingerode von Gneisenau den Befehl, die Franzosen aus Clacy zu vertreiben. Eine Division der Infanterie versuchte in Clacy einzudringen, während Kavallerie versuchte, von Norden Mons zu erreichen. Da beide Dörfer von Sümpfen und Wäldern umgeben waren, blieben zum Vorrücken nur die wenigen befestigten Wege. Die Franzosen ließen die Russen bis auf halbe Schussweite herankommen und trieben sie dann mit dem Feuer ihrer gut geführten Kanonen in die seitwärtigen Sümpfe und Wälder.
Mit unbelehrbarer Sturheit ließen die russischen Generale die Männer einer Division nach der anderen gegen Clacy marschieren, die alle von den Franzosen zurückgeschlagen wurden. Allein zwischen 12:00 Uhr und 14:00 Uhr erfolgten fünf sinnlose und vergebliche Angriffe auf Clacy. Die Franzosen erlitten ihre größten Verluste, als die Artillerie des eigenen Korps Ney versehentlich Clacy beschoss.
Als der preußischen Heeresleitung der „Schlesischen Armee“ klar wurde, dass Napoleon nicht beabsichtigte, sich zurückzuziehen, erkannte sie auch, dass die Voraussetzungen für den eigenen Tagesbefehl keine Gültigkeit mehr hatten, und sandte gegen 10:00 modifizierte Anweisungen an die russischen Korps Langeron und Sacken, die noch bei Bruyères, respektive bei Chambry standen, und an die preußischen Korps Yorck und Kleist, die auf dem Wege nach Berry-au-Bac das französische Korps Marmont verfolgten. Alle diese Korps wurden angewiesen nicht weiterzumarschieren, sondern da, wo sie waren, weitere Befehle abzuwarten. Diese Anweisung wurde von den Korps-Kommandanten mit Verwunderung und Murren befolgt.
Um 14:00 befahl Gneisenau unter dem Eindruck der Ereignisse allen Korps, nach Laon zurückzumarschieren. Unter den Kommandanten der Korps brach Entsetzen aus. Yorck und Kleist sandten ihre persönlichen Adjutanten nach Laon zurück, um ihren Widerspruch vorzutragen. Diese wurden nicht zu Blücher vorgelassen und Gneisenau, besorgt um seine letzte Autorität, beharrte auf seinen Befehlen. Die ganze „Schlesische Armee“ zog sich wieder nach Laon zurück.
Ebenfalls um 14:00 sandte Gneisenau weitere Truppen nach Clacy, aber diesmal preußische Einheiten des Korps Bülow. Napoleon reagierte, indem er seine Armee zum Angriff vorgehen ließ. Die Russen vor Clacy wurden von den französischen Divisionen unter dem Kommando von Charpentier vertrieben und darüber hinaus Semilly angegriffen. Mortiers Korps eroberte Ardon, das die Preußen in der Nacht in Erwartung des französischen Rückzuges geräumt hatten, und versuchte die Hänge nördlich davon zu nehmen. Die Angriffe den Berghang hinauf scheiterten alle im Feuer der zahlreichen preußischen Geschütze. Am weitesten gelangte die Division Curial, die Semilly umging und dann in aufgelöster Formation den Hang zur Stadt hinaufstieg. Im Feuer der preußischen Artillerie konnte sie sich aber nicht halten und musste in den Schutz der Dörfer und Wälder zurück.
Napoleon wollte noch immer nicht akzeptieren, dass es nicht möglich sei, Laon zu stürmen. Er sandte General Drouot zur Erkundung vor an den Waldrand vor Clacy, in dessen Nähe sich Napoleon befand. Drouot sah die Masse der Russen vor sich und berichtete Napoleon freimütig, dass ein erfolgreicher Angriff nicht möglich sei. Napoleon glaubte ihm nicht und sandte nun General Belliard vor. Dieser berichtete das gleiche, und um 16:00 Uhr endlich gab Napoleon den Befehl zum Rückzug auf Soissons.
Da die Korps der „Schlesischen Armee“ inzwischen wieder auf dem Wege nach Laon waren, hinderte niemand die Franzosen am Rückzug, nur die Kosaken verfolgten sie einige Zeit: Zunächst gerieten sie selbst in einen Hinterhalt der französischen Nachhut und erlitten ungewohnte Verluste. Später aber überfielen sie den französischen Tross, plünderten 50 Wagen und befreiten alle Gefangenen aus der Hand der Franzosen.

## Folgen
Die Kommandierenden der Korps der „Schlesischen Armee“ waren heftig erzürnt über die Leistung der eigenen Heerführung. Sacken suchte Gneisenau auf und teilte ihm ungeschminkt sein Missfallen mit. Drastischer verhielt sich Yorck: Nachdem er sich einen Tag lang bemüht hatte, nach seinen Möglichkeiten den Bewohnern von Athies, denen übel mitgespielt worden war, zu helfen, reichte er seinen Abschied ein, setzte sich in eine Kutsche und reiste nach Brüssel ab. Dieses Verhalten löste wiederum Entrüstung aus: einige hohe Offiziere sprachen von „Fahnenflucht“ und „standrechtlichem Erschießen“. Blücher wurde informiert und raffte sich auf, eine dreizeilige Notiz an Yorck zu schreiben mit der Bitte zurückzukehren. Auch der preußische Prinz Wilhelm, der jüngste Bruder des preußischen Königs, der als Generalleutnant in der „Schlesischen Armee“ diente, verfasste ein Schreiben an Yorck, in dem er an dessen Loyalität zum König appellierte und ihn zurückzukehren bat. Kuriere mit den Schreiben wurden Yorck nachgesandt, erreichten ihn und übergaben ihre Schriftstücke. Yorck las, besann sich und kehrte zurück. Es war ihm wohl bewusst geworden, welche Schwierigkeiten er in der Heimat zu erwarten hatte, wenn er sich der Bitte eines hohen Mitglieds der königlichen Familie widersetzte.
Es gab aber auch andere Stimmen: General Bülow, der am ehesten gelernt hatte, selbständig zu urteilen und zu handeln, vertrat die Ansicht, es lohne sich nicht mehr, gute Männer in einer großen Entscheidungsschlacht mit Napoleon zu opfern, da Napoleon sich sowieso selbst um Krone und Kaiserreich bringen werde. Bülow sollte ohne Abstriche recht behalten.
Durch die neuerliche Konzentration aller Truppenteile der „Schlesischen Armee“ bei Laon trat das Problem, diese zu versorgen, wieder in den Vordergrund. Langeron schrieb am 11. März 1814 einen förmlichen Brief an Blücher, in dem er darauf hinwies, dass seine Männer nichts mehr fänden, um sich zu ernähren. Am 12. März 1814 mussten die Korps wieder auseinanderrücken, damit sich jedes selbst versorgen konnte: Das Korps Bülow marschierte nach La Fère an der Oise, das Korps Langeron folgte ihm, aber weiter südlich, entlang der Ailette über Coucy-le-Château-Auffrique. Das Korps Sacken folgte Napoleon auf direktem Wege, am 12. März 1814 bis Chavignon, am nächsten Tage bis vor Soissons. Das Korps Yorck marschierte auf der Straße nach Reims bis Corbeny, das Korps Kleist westlich davon nach Bouconville, am nächsten Tag bis auf das Plateau von Craonne. In dem Tagesbefehl vom 12. März 1814 sind für jedes Korps die Dörfer aufgezählt, die ihm faktisch zur Plünderung freigegeben wurden. Blücher und sein Generalstab blieben mit dem Korps Wintzingerode in Laon.
Das Korps Marmont hatte sich zunächst bei dem Dorfe Condé-sur-Suippe östlich von Berry-au-Bac und südlich der Aisne gesammelt, wurde aber durch die heranrückenden Preußen gezwungen, sich bis Fismes an der Straße von Soissons nach Reims zurückzuziehen.
Die langsamen Verschiebungen der Korps der „Schlesischen Armee“ waren nicht geeignet, Napoleon daran zu hindern, wieder die Initiative zu ergreifen. Um 3:00 Uhr morgens des 11. März 1814 war er in Soissons eingetroffen. Den 11. und 12. März 1814 verbrachte er in Soissons damit, Verstärkungen der Befestigungen der Stadt zu planen und anzuordnen und seine Truppen neu zu gliedern.
An diesen Tagen trafen einige, teils unerwartete Verstärkungen in Soissons ein: um die 2000 Kavalleristen, 1000 Rekruten und 2 Kompanien Artilleristen der Garde de Côtes mit dem bereits erwähnten Artillerie-Transport.
Napoleon löste nun das Korps des verletzten Marschall Victor und die Division des ebenso verletzten Generals Poret de Morvan auf. Er bildete eine neue Kavalleriedivision unter General Berckheim, und zwei Infanteriedivisionen unter Charpentier und Curial. Sebastiani ersetzte Nansouty als Kommandant der Garde-Kavallerie. Ney befehligte die „spanische Brigade“.
Am 12. März 1814 aber, als ihm gemeldet wurde, dass ein gemischtes russisch-preußisches Korps unter General Saint-Priest Reims besetzt habe, sandte Napoleon an Marschall Marmont in Fismes den Befehl, bei Anbruch des nächsten Tages nach Reims abzumarschieren. Noch am Abend des Tages brachen bereits Neys Brigade, die Division der Alten Garde unter Friant, die Gardekavallerie und die Reserveartillerie von Soissons nach Reims auf. Trotz einer Entfernung von 58 km stand Napoleon mit seinen Truppen bereits am Nachmittag des nächsten Tages vor Reims und rieb das Korps Saint-Priest vollständig auf, während die Soldaten der „Schlesischen Armee“ weiter im Norden die Häuser und Scheunen der Bauern nach Essbarem durchsuchten.

## Wichtigste Personen des Geschehens
- der französische Kaiser Napoleon Bonaparte
- der preußische Marschall Gebhard Leberecht von Blücher
- der preußische General August Neidhardt von Gneisenau
- der preußische General Friedrich Wilhelm Bülow von Dennewitz
- der preußische General Ludwig Yorck von Wartenburg
- der preußische General Friedrich von Kleist
- der General in russischen Diensten Ferdinand von Wintzingerode
- der General in russischen Diensten Fabian Gottlieb von der Osten-Sacken
- der General in russischen Diensten Alexandre Andrault de Langeron
- der russische General Fürst Alexander Iwanowitsch Tschernyschow
- der General in russischen Diensten Konstantin von Benckendorff
- der französische Marschall Auguste Frédéric Louis Viesse de Marmont
- der französische Marschall Édouard Adolphe Mortier
- der französische Marschall Michel Ney
- der französische General der Artillerie Antoine Drouot
- der französische General Augustin-Daniel Belliard

## Koordinaten der wichtigsten Orte des Geschehens
- Das Dorf Semilly südwestlich von Laon: 49° 33′ 15″ N, 3° 36′ 23,2″ O
- Das Dorf Leuilly südlich von Semilly: 49° 32′ N, 3° 36′ O
- Das Dorf Clacy südöstlich von Laon: 49° 33′ N, 3° 34′ O
- Das Dorf Mons südwestlich von Clacy: 49° 32′ 19,3″ N, 3° 33′ 12,8″ O
- Das Dorf Ardon, südlich von Semilly: 49° 32′ 54,6″ N, 3° 37′ 46,6″ O
- Das Dorf Athies östlich von Laon: 49° 34′ 24″ N, 3° 40′ 58,8″ O
- Das Dorf Eppes östlich von Laon: 49° 34′ N, 3° 44′ O
- Das Dorf Chambry nordöstlich von Laon: 49° 35′ 28,9″ N, 3° 39′ 18,1″ O
- Das Dorf Etouvelles an der Straße von Soissons: 49° 31′ N, 3° 35′ O
- Das Dorf Chivy nördlich von Etouvelles: 49° 32′ N, 3° 35′ O
- Das Dorf Chaillevois östlich von Etouvelles: 49° 31′ N, 3° 32′ O
- Das Dorf Urcel an der Straße von Soissons nach Laon: 49° 29′ 29,2″ N, 3° 33′ 25,2″ O
- Der Ort Festieux an der Straße von Reims nach Laon: 49° 31′ 20,2″ N, 3° 45′ 11″ O
- Das Dorf Veslud nördlich von Festieux: 49° 32′ N, 3° 44′ O
- Der Ort Anizy-le-Château südöstlich von Laon: 49° 30′ 23,7″ N, 3° 27′ 3,9″ O
- Soissons an der Aisne: 49° 23′ N, 3° 20′ O
- Berry-au-Bac an der Aisne und an der Straße von Reims nach Laon: 49° 24′ N, 3° 54′ O
- Das Dorf Condé-sur-Suippe bei Berry-au-Bac: 49° 25′ 16,3″ N, 3° 56′ 54″ O

## Koordinaten der wichtigsten Flüsse
- Aisne, mündet in Compiégne von links in die Oise: 49° 26′ 2,7″ N, 2° 50′ 54,8″ O
- Ailette, mündet von links in die Oise: 49° 34′ 37,2″ N, 3° 9′ 42″ O